# Rivière Choquette
Rivière Choquette är ett vattendrag i Kanada.   Det ligger i provinsen Québec, i den sydöstra delen av landet, 250 km norr om huvudstaden Ottawa.
I omgivningarna runt Rivière Choquette växer i huvudsak blandskog. Trakten runt Rivière Choquette är nära nog obefolkad, med mindre än två invånare per kvadratkilometer.